# Gertrude B. Elion
Gertrude Belle Elion (New York, 1918. január 23. – Chapel Hill, Észak-Karolina, 1999. február 21.) amerikai biokémikus, farmakológus. 1988-ban George H. Hitchings-szel és James W. Black-kel közösen orvostudományi Nobel-díjban részesült "a gyógyszeres kezelés fontos alapelveit érintő felfedezéseiért". Elion számos új gyógyszert fejlesztett ki és új, innovatív módszereket vezetett be, melyeket többek között az AIDS kezelésére használt AZT felfedezésekor is alkalmaztak.

## Tanulmányai
Gertrude Elion 1918. január 23-án született New York-i zsidó családban. Apja, Robert Elion Litvániából vándorolt ki New Yorkba, ahol fogorvosnak tanult. Anyja, Bertha Cohen az akkor a cári Oroszországhoz tartozó Lengyelországból utazott ki az Egyesült Államokba. Az iskolában jó tanuló volt és rengeteget olvasott; a középiskolát 1933-ban, 15 éves korában fejezte be. Ekkor halt meg a nagyapja rákban és Gertrude olyan irányban akart továbbtanulni, hogy segíthessen másoknak a betegség legyőzésében. A család a gazdasági válság idején elvesztette a megtakarításait, így a tandíj nélküli Hunter College leányfőiskolán kezdett kémiát tanulni.
A főiskola 1937-es elvégzése után szerette volna egyetemen folytatni tanulmányait, de a rossz gazdasági helyzet miatt kevés volt az elérhető ösztöndíj és nőként ezekre hiába pályázott. Három hónapig biokémiát oktatott kórházi nővéreknek, majd gyógyszertári asszisztens volt egészen 1939-ig, amikor a családja segítségével elég pénzt gyűjtött össze, hogy beiratkozzon a New York-i Egyetemre. Évfolyamán ő volt az egyetlen nő. Az egyetem mellett természettudományokat oktatott különböző középiskolákban és 1941-ben megszerezte kémiai MSc fokozatát.
A második világháború kitörésével munkaerőhiány keletkezett, így könnyen talált állást egy élelmiszeripari cég analitikai laboratóriumában. Másfél év elteltével megunta a repetitív munkát és előbb a Johnson & Johnson laboratóriumába ment át, majd miután azt fél év múlva felszámolták, a Burroughs-Wellcome gyógyszergyártó cégnél George H. Hitchings asszisztense lett. Munkájával párhuzamosan esti iskolában elkezdte a Brooklyni Politechnikai Intézet doktori programját, de két év elteltével a dékán felszámolta ezt a lehetőséget és Elionnak választania kellett a munkája és az iskola között. Az előbbit választotta és soha nem szerzett formális doktori címet (bár később húsz egyetem is díszdoktorává avatta).

## Kutatásai

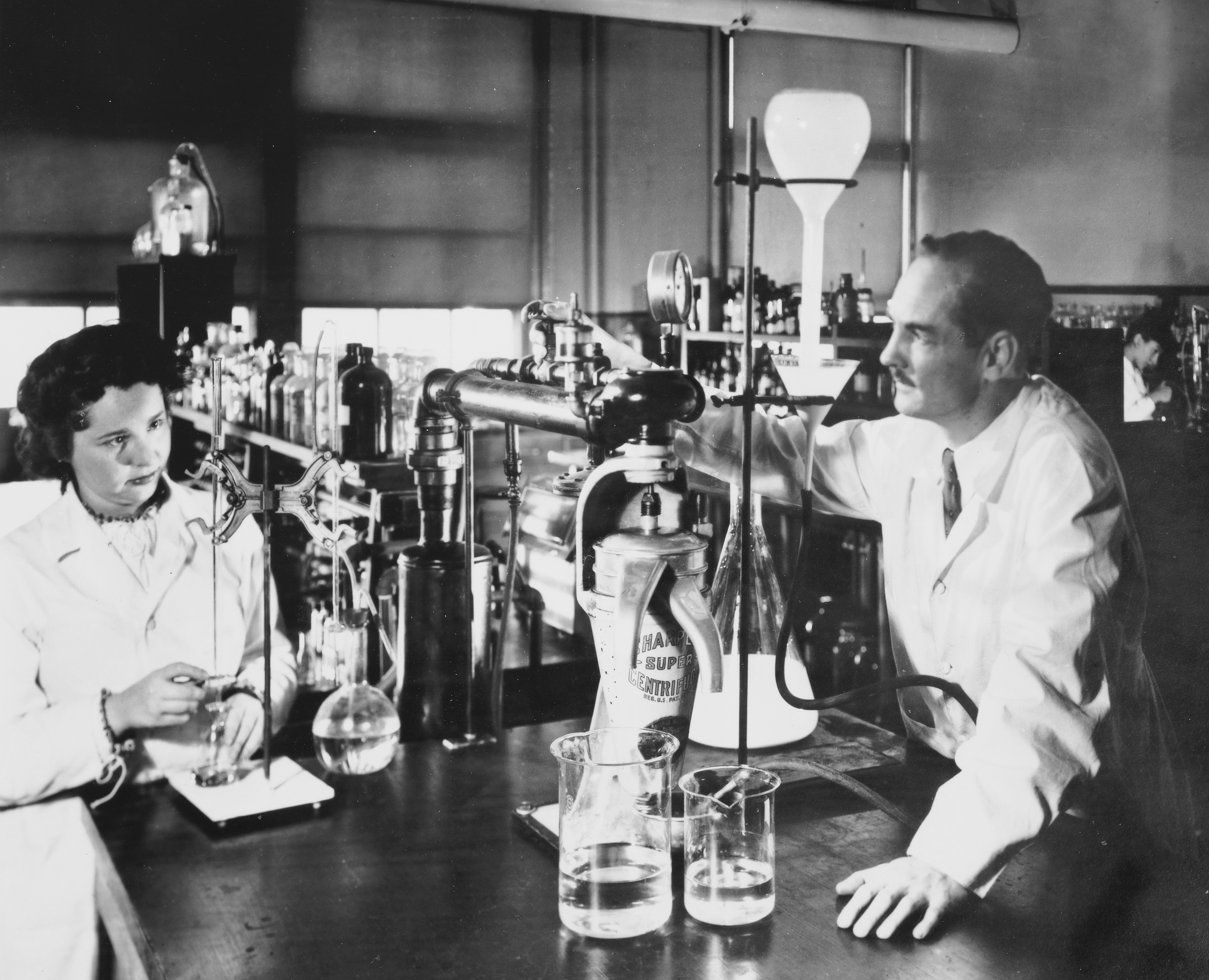
Gertrude Elion és George Hitchings 1948-ban

Hitchings és Elion a DNS-szintézis gátlásával akarta az olyan gyorsan osztódó sejtek, mint a baktériumok vagy rákos sejtek szaporodását megállítani. 1951-re több, a purinszintézist gátló vegyületet is teszteltek és egyikük, a 6-merkaptopurin (6-MP) hatásos terápiás gyógyszernek bizonyult leukémiás gyermekek esetében. Akkoriban a rákos megbetegedések kemoterápiája még kezdetleges stádiumban volt és az MP-6 sok esetben teljes remissziót biztosított (bár néha csak ideiglenesen).
Az MP-6 tesztelése közben Elion és Hitchings felfedezte, hogy egy hasonló vegyület, az azatioprin blokkolni képes a szervezet immunválaszát. 1960-ban sikeres állatkísérlettel bizonyította, hogy gyógyszerként használható a veseátültetések során a kilökődés megakadályozására. Ezzel a szervtranszplantációs kísérletek nagy lépést tettek előre. Az azatioprint sikerrel alkalmazták reumatoid artritisz és lupus kezelésére is. Ők fedezték fel a köszvény kezelésében hatékony allopurinolt, a maláriaellenes pyrimetamint, a bakteriális fertőzések leküzdésében használt trimetoprimet is.
1967-ben Eliont kinevezték a cég kísérleti terápiás részlegének vezetőjévé. 1968-ban visszatért egy korábbi, Hitchinggel közös munkájához, melyben a herpeszvírus ellen kerestek hatóanyagot. Két évvel később bejelentette az aciklovir megszintetizálását: ez a gyógyszer többféle herpeszvírus ellen hatékony volt és sikerrel lehetett vele kezelni az övsömört vagy életmentő gyógyszerként alkalmazni herpes encephalitis esetén. Az 1984-ben engedélyezett aciklovir a Wellcome egyik legtöbb profitot hozó gyógyszerévé vált. 1986-ban az Elion és Hitchings mellett tanult kutatók bejelentették az AIDS terápiájában elsőként használható gyógyszert, az azidotimidint vagy AZT-t.
Elion 1983-ban, 65 évesen visszavonult a napi munkától, de professor emeritusként a Burroughs-Wellcome-nál maradt. 1983-84 között ő volt az Amerikai Rákkutató Társaság elnöke, a későbbiekben pedig tanácsadó testületeknek dolgozott, például a malária kemoterápiájával kapcsolatosan. A Duke Egyetemen orvostanhallgatóknak oktatott farmakológiát. 

## Elismerései

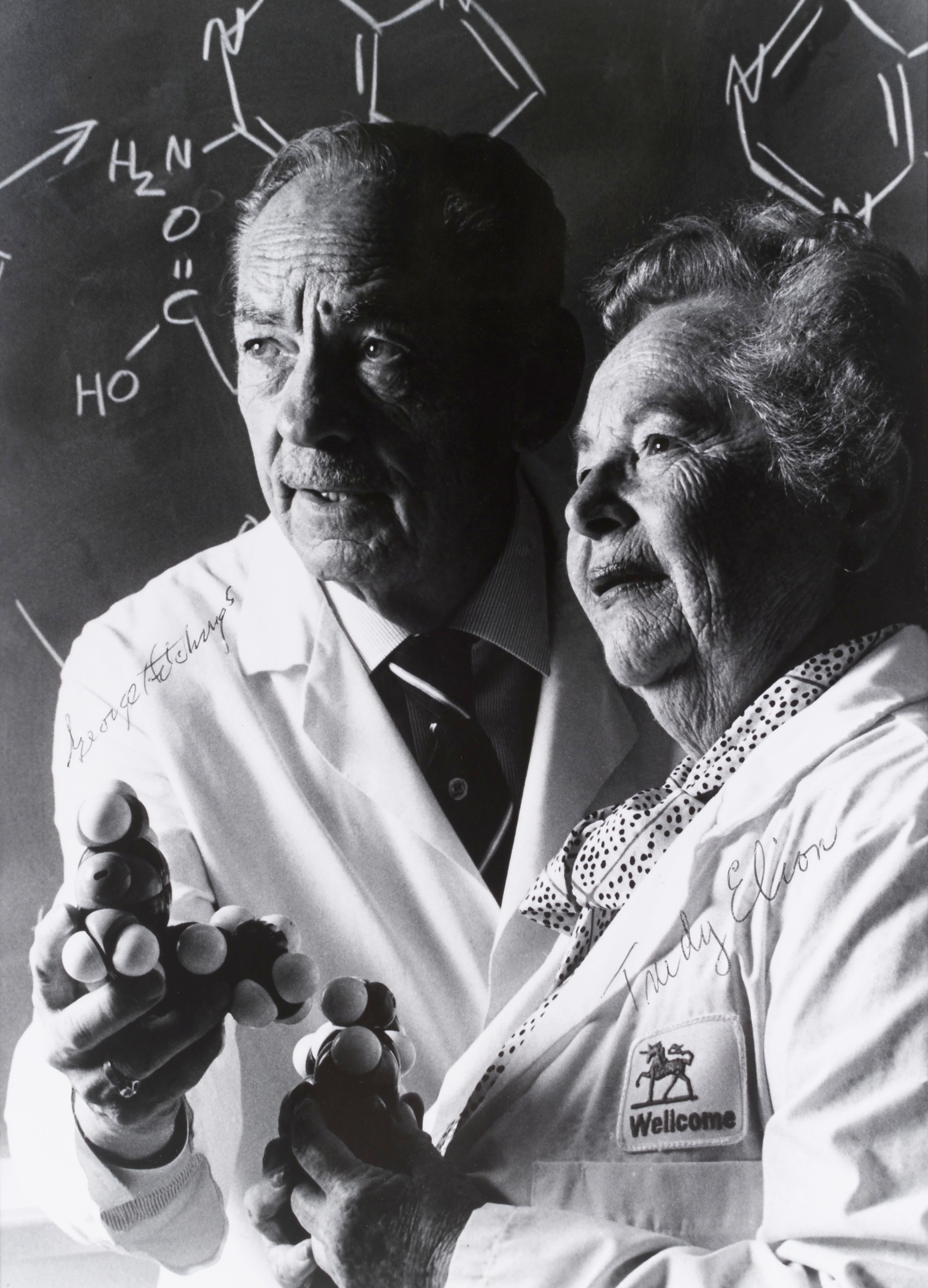
Elion és Hitchings 1988-ban, a Nobel-díj átadásának idején

Gertrude B. Elion, George H. Hitchings és a brit James W. Black farmakológiai kutatásaikért 1988-ban orvostudományi Nobel-díjban részesült. Ezenkívül elnyerte az Amerikai Kémiai Társaság Garvan-érmét (1968), a Sloan-Kettering Intézet Judd-díját (1983), az Amerikai Kémiai Társaság Kiváló Kémikus-díját (1985), az Amerikai Rákkutató Társulat Cain-díját (1985), az American Cancer Society érdemérmét (1990) és a Nemzeti Tudományos Érmet (1991). Számos tudományos társaságnak volt a tagja, köztük az Amerikai Tudományos Akadémiáé.

## Családja
A 40-es évek elején vőlegénye meghalt és Elion ezután nem ment férjhez. Hat évvel fiatalabb öccsének négy gyermeke született. Hobbijai az utazás, a fényképezés és a klasszikus zene volt.
Gertrude B. Elion 1999. február 21-én halt meg 81 évesen, az észak-karolinai Chapel Hillben.